# AkzoNobel

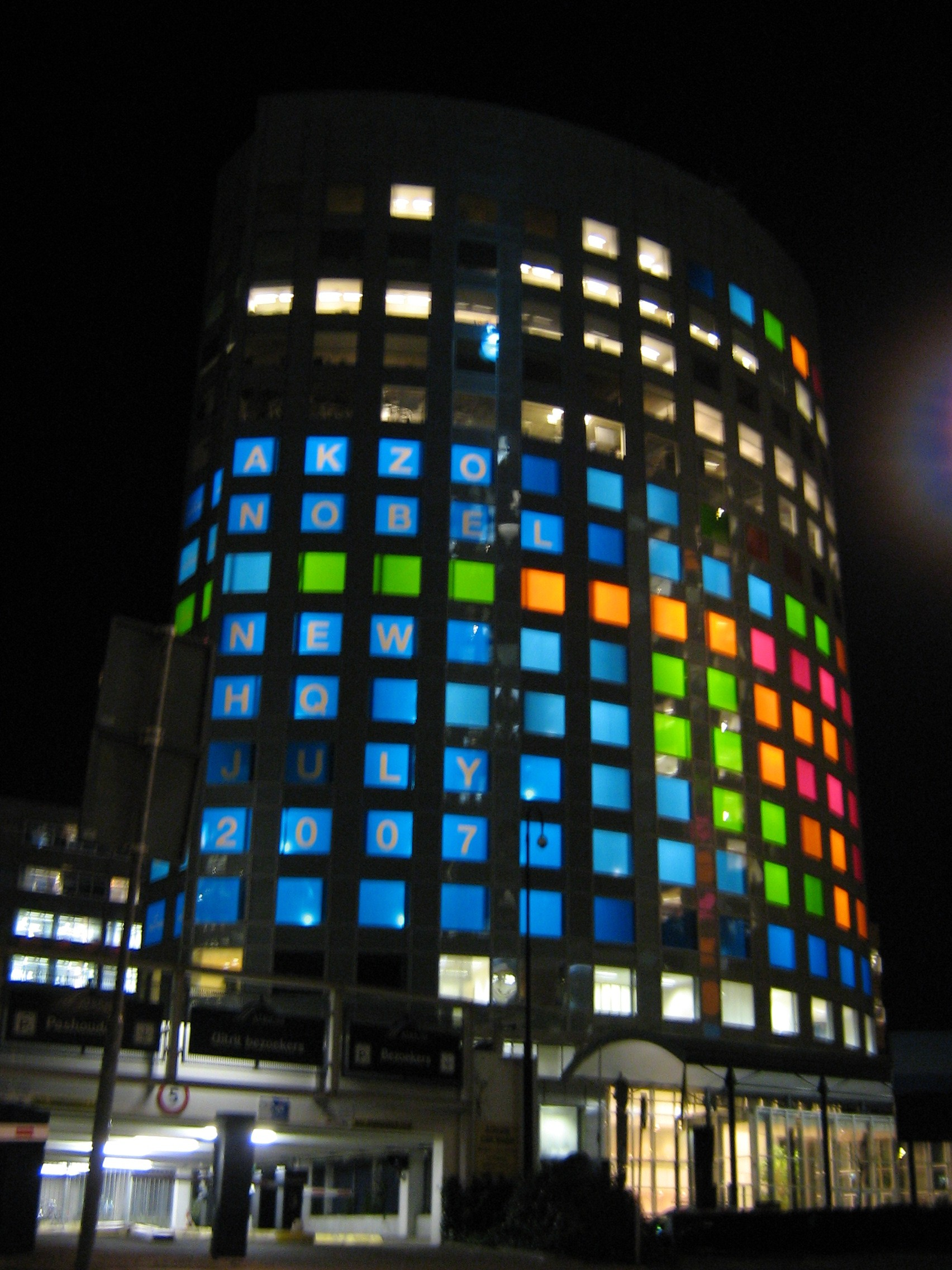
Oficinas centrales de la compañía, en Ámsterdam.

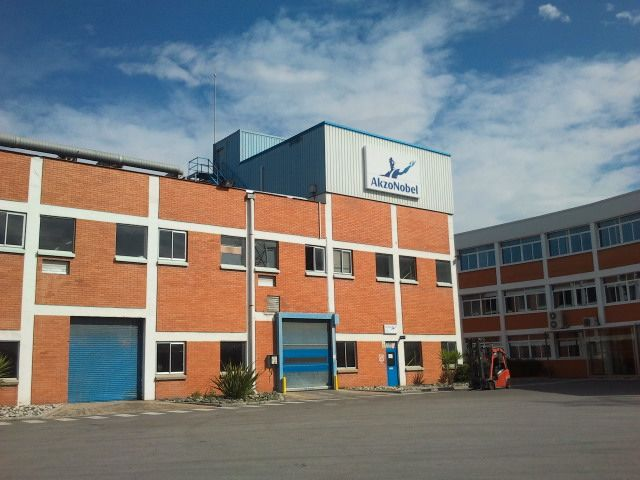
Instalaciones de la compañía en Barcelona, España.

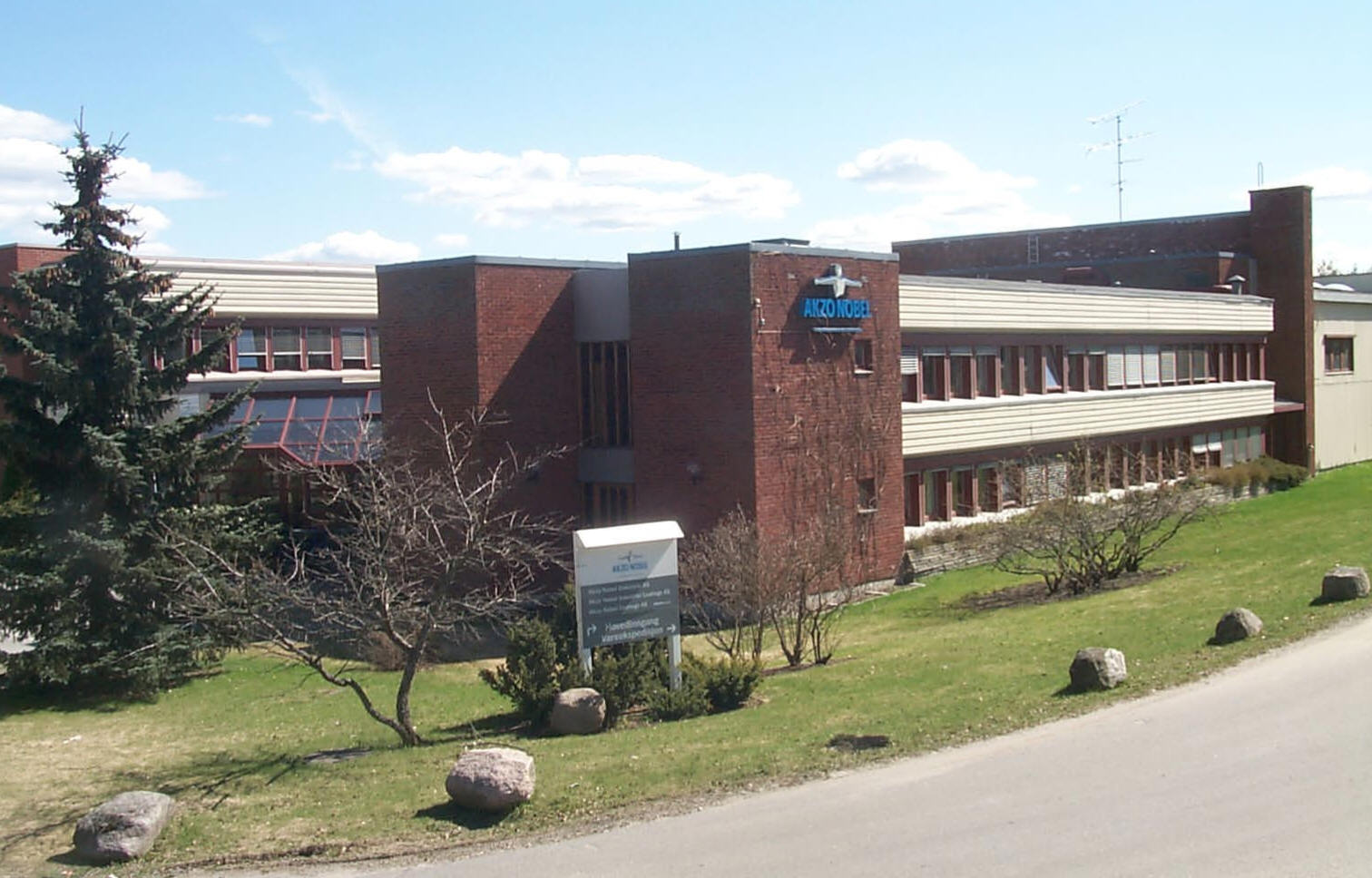
Instalaciones de la compañía en Oslo, Noruega.

AkzoNobel N.V., conocida comercialmente como AkzoNobel, es una empresa multinacional neerlandesa especializada en pinturas decorativas, pinturas industriales y productos químicos especializados. Su sede central está situada en Ámsterdam. La compañía tiene actividad en más de ochenta países y emplea aproximadamente a 50.000 personas.
AkzoNobel es la mayor compañía de pinturas decorativas e industriales a nivel mundial. En 2010 la compañía facturó 14.6 mil millones de euros, lo que la sitúa como una de las 500 compañías con mayor facturación a nivel global. En 2008 la compañía fue nombrada como la más rentable del mundo.
La actual AzkoNobel es producto de múltiples fusiones y adquisiciones de empresas. Algunas partes de la compañía son el relevo de empresas del siglo XVII. La primera de ellas, llamada Bofors Forge, fue fundada en Suecia en 1646.
La empresa tal y como la conocemos comenzó en 1969 con la fundación de AKZO. Posteriormente, en 1994 se fusionó con la empresa sueca Nobel Industries (fundada por Alfred Nobel) dando paso a AkzoNobel. La última reestructuración relevante fue en 2008 al fusionarse con Imperial Chemical Industries (también conocida como ICI) y dar paso a la denominación actual AkzoNobel.
Es una de las 100 empresas que cotiza en el índice bursátil europeo Euronext 100. Además, también es una de las 25 empresas que cotizan en el índice selectivo holandés, llamado AEX.

## Historia
El AkzoNobel actual es producto de una larga lista de fusiones, adquisiciones, compras y reestructuraciones, la primera de las cuales data del siglo XVII.
A continuación se listan algunos de los hitos más relevantes para la formación de la compañía AkzoNobel:
| Año  | Hitos |
| ---- | --- |
| 1646 | Se funda la empresa llamada Bofors Forge, en Suecia. |
| 1777 | Se funda en Dinamarca Det Holmbladske Seslskab, posteriormente llamada Sadolin. |
| 1792 | El pintor y decorador Wiert Willem Sikkens empieza la elaboración de productos de la marca Sikkens en la ciudad holandesa de Groninga. |
| 1871 | Se funda en Suecia la empresa KemaNobel. Más de un siglo después, en 1984, KemaNobel se fusiona con Bofors para dar paso a Nobel Industries, que a su vez sería adquirida por Akzo en 1994. |
| 1895 | Alfred Nobel (el impulsor de los Premios Nobel que llevan su nombre) funda Elektrokemiska Aktiebolaget, más conocida como Eka, en Bengtsfors, Suecia. La compañía tenía como objetivo la fabricación de cloruros y álcalis. Actualmente Eka es la parte de AkzoNobel dedicada a la fabricación de productos para la producción y blanqueo de papel. |
| 1918 | Koninklijke Nederlandse Zoutindustrie (más conocida como KZO) impulsa la industria de la sal en los Países Bajos ante la alarmante escasez durante la Primera Guerra Mundial. |
| 1968 | La empresa británica Courtaulds adquiere International Paints. |
| 1969 | Algemeene Kunstzijde Unie NV (más conocida como AKU) se fusiona con KZO, dando paso a la compañía AKZO. |
| 1994 | Aparecen los dos términos del nombre de la compañía por primera vez juntos, al fusionarse la empresa AKZO con Nobel Industries. |
| 1998 | AkzoNobel adquiere la compañía británica Courtaulds, dedicada a los productos de alta tecnología industrial y a las fibras sintéticas. |
| 2008 | AkzoNobel firma una de sus principales adquisiciones de su historia, al incorporar al grupo a la británica Imperial Chemical Industries PLC (más conocida como ICI), una de las compañías líderes del sector en ese momento. |

## Organización

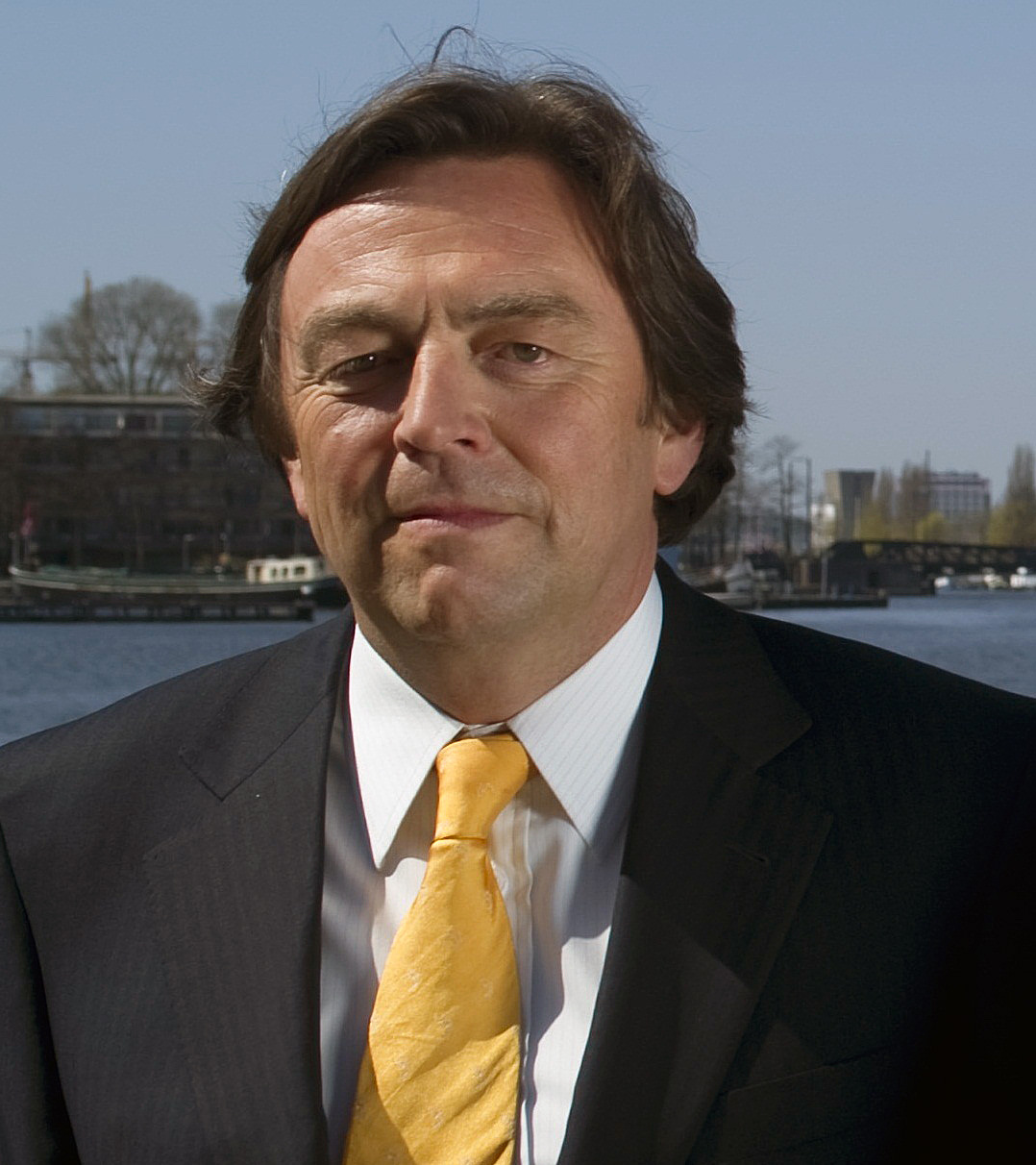
Hans Wijers, expresidente de la compañía, en 2010.

AkzoNobel está compuesta por 19 unidades de negocio, con responsabilidad empresarial y autonomía propia. Estas unidades están agrupadas en tres grandes grupos de gestión, una por cada área de negocio: pinturas decorativas, pinturas industriales y productos químicos especializados. Estos tres grupos están coordinados por un consejo de gestión con sede en Ámsterdam. Hasta 2007, su sede estuvo situada en la ciudad de Arnhem, también en los Países Bajos.
Hasta 2012, el director ejecutivo de la compañía fue Hans Wijers, exministro holandés de economía, entre 1994 y 1998. Le sustituyó en el cargo Ton Büchner en 2012 y Thierry Vanlancker en 2017 .

### Pinturas decorativas
AkzoNobel es la mayor compañía a nivel mundial en pinturas decorativas. Ejerce esta posición mediante una organización muy descentralizada geográficamente, penetrando en el mercado de cada país con una marca corporativa propia. Así pues, se comercializa con diferentes nombres comerciales, algunos de ellos son los siguientes: Dulux, Flexa, Levis, Alba, Coral, Sadolin, Marshall, Astral, Inca, Pintuco, Sadolin o Vivechrom. En España, su marca referencial es Bruguer, con sede en Barcelona.

### Pinturas industriales
AkzoNobel también es la mayor compañía del mundo en el sector de pinturas industriales y revestimientos de alto rendimiento. Este grupo de negocio emplea a nivel global a 30.000 empleados en más de 60 países.
Los productos que comercializa en esta línea son: pintura para carrocería automovilística, pintura marina y de protección de exteriores, pintura en polvo, acabados industriales, adhesivos para madera y recubrimientos para embalaje.

### Productos químicos especializados
El tercer grupo de negocio de AkzoNobel es el dedicado a los productos químicos especializados para todo tipo de industrias. Los productos de AkzoNobel de esta división, alrededor de 2.000, sirven como materia prima para la fabricación de multitud de productos de la vida diaria: desde desinfectantes, detergentes o plásticos, hasta papel o helados.
Está a su vez organizada en cuatro divisiones:
- Químicos funcionales: uso en la agricultura, la construcción, la alimentación y farmacéutico.
- Químicos industriales: ácido monocloroacético y derivados y sal de uso industrial.
- Químicos para el papel: productos para la producción y blanqueo de la pulpa de papel.
- Químicos de superficie: detergentes, cosméticos y aditivos para la alimentación animal.

## Imagen de marca

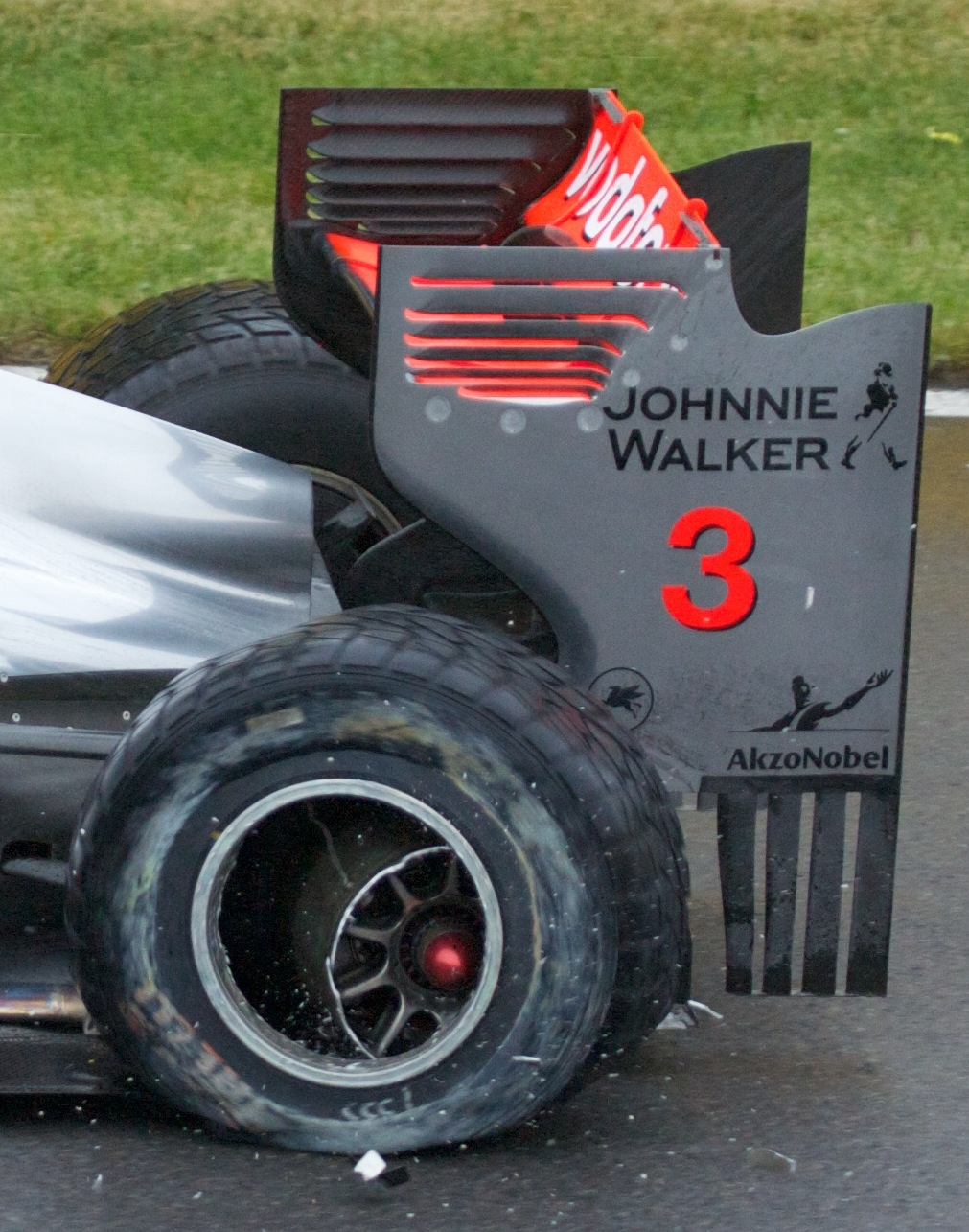
Parte trasera del coche de Lewis Hamilton, donde se aprecia el logotipo de la compañía en el extremo inferior del alerón.

El logotipo de AkzoNobel desde 2008, año en que fue renovado, está inspirado en una escultura griega que data del año 450 a. C. Pese a que la escultura fue encontrada en la isla griega de Samos, actualmente se muestra en el Museo Ashmolean, en Oxford, Reino Unido. La escultura formaba parte de la decoración de la fachada exterior de un centro educativo de la Antigua Grecia. Como curiosidad, cumplía una doble función: era un símbolo estético y artístico y por otro lado cumplía una labor científica de medición. Contiene tres diferentes medidas usadas en la antigua Grecia: un brazo, un codo y un pie ateniense.
También desde 2008, la compañía tiene un acuerdo de patrocinio con la escudería de Fórmula 1 McLaren, cuyos pilotos para 2012 son los ingleses Jenson Button y Lewis Hamilton. La marca Sikkens, perteneciente a la compañía, es el proveedor oficial de la característica pintura plateada de los coches de la escudería, apodados las balas de plata. Además los coches lucen el logotipo de AkzoNobel en el extremo del alerón trasero.

## ProyectoLet's Colour
En 2009 la compañía arrancó el proyecto Let's Colour, una iniciativa solidaria, enmarcada en las diferentes marcas de pintura de la compañía. Consistente en pintar y donar pintura a zonas necesitadas, ya sea porque son zonas socialmente desfavorecidas o porque se haya producido alguna catástrofe natural o de cualquier otra índole.
La primera actuación se produjo en Brasil, en el barrio de Bixiga de la ciudad de São Paulo, la más grande del país. Desde entonces se han realizado casi cien actuaciones en 21 países diferentes en cuatro continentes, donando en total más de 200.000 litros de pintura. 
La pintura del proyecto Let's Colour ha llegado a lugares tan diferentes como Marruecos, Rusia, Turquía, Sudáfrica, Canadá, China o India; aunque quizás la actuación más relevante fue en el barrio de Lapa en Río de Janeiro, Brasil. En España, a través de su marca Bruguer, el proyecto ha tenido dos actuaciones: en Écija, provincia de Sevilla, tras unas fuertes inundaciones y en el centro penitenciario para mujeres de Wad-Ras, en Barcelona.